# Ariusia conspersa
Ariusia conspersa es una especie de mantis de la familia Tarachodidae.

## Distribución geográfica
Se encuentra en Angola, Namibia y Zambia.